# Гомартели, Иван Гедеванович
Ива́н Гедева́нович Гомарте́ли (груз. ივანე გედეონის ძე გომართელი; 2 октября 1875 или 14 октября 1875, Гориса — 20 апреля 1938 или 19 апреля 1938) — грузинский врач и общественный деятель, депутат Государственной думы I созыва от Кутаисской губернии.

## Биография
Грузин. Православного вероисповедания. Родился в селе Гориса Кутаисской губернии (в Имеретии), по другим сведениям — в селе Сачхере в окрестностях Гори. По происхождению крестьянин, по другим сведениям — из дворян. Учился в Кутаисской гимназии, которую закончил в 1894 году с золотой медалью и, начиная с 1895 года, на медицинском факультете Московского университета.
В 1900 году, после окончания учёбы, работал в Московской терапевтической клинике, затем, в течение 5 лет — сельским врачом в Джихаишском приёмном покое Кутаисского уезда Кутаисской губернии. Затем перешёл к частной практике в Кутаиси, после чего выехал в Германию, Ганновер и Берлин, для углубления медицинских знаний, провёл там несколько лет. По одним сведениям, вернулся в Грузию в 1906 году, где начал работать врачом в селе Баралети в Ахалкалакском уезде, по другим вернулся на родину за несколько дней до начала выборов в Государственную Думу.
Член Российской социал-демократической рабочей партии меньшевиков, и член её Кутаисского комитета. Литературную деятельность начал в грузинской газете «Квали» (рус. «Борозда»), где помещал литературно-критические материалы и статьи по естествознанию. К 1906 году Гомартели уже был сотрудником целого ряда грузинских и русских газет Кавказа, выступая как критик и публицист. В 1905 году испытал политические гонения, в частности, в декабре 1905 г. подвергался обыскам, вынужден был скрываться от административных преследований и в марте 1906 г. тайно перебрался за границу, где и пробыл до избрания в Государственную Думу.
24 мая 1906 избран в Государственную думу I созыва от общего состава выборщиков Кутаисского губернского избирательного собрания. Был самым молодым среди грузинских депутатов первой Государственной Думы. Входил в Социал-демократическую фракцию. В работе думских комиссий не участвовал. Выступал в Думе по запросам о Крестьянском союзе и о Белостокском погроме.
10 июля 1906 года в г. Выборге подписал «Выборгское воззвание» и осуждён по ст. 129, ч. 1, п. п. 51 и 3 Уголовного Уложения, приговорен к 3 месяцам тюрьмы и лишён права быть избранным. На основном процессе по этому делу 12—18 декабря 1907 года не присутствовал, так как был болен, но прислал просьбу не выделять дело о нём в отдельное производство, поскольку к объяснениям, данным на предварительном следствии, он ничего добавить не может. По отбытии наказания отошёл от активной партийной деятельности. В Москве встречался с Л. Н. Толстым в доме Александра Никифоровича Дунаева, с семьёй которого был дружен. В 1907 году переехал в Тифлис. В грузинской литературе оставил след как известный публицист, автор ряда книг и брошюр. Помимо публицистической деятельности Гомартели заявил о себе и как драматург, известен ряд его пьес на грузинском языке, в том числе пьесы: «В избе» и «Испорченная кровь».
В 1913 году Гомартели отошёл от меньшевиков, критикуя их подчиненное положение по отношению к русским социал-демократам в национальном вопросе, отстаивал идею территориальной автономии Грузии.
После октября 1917 года сотрудничал с меньшевистским правительством Грузии. В 1918 году был избран в Национальный Совет и позднее в Учредительное собрание Грузии. В 1919 году кандидат в члены Тифлисской городской думы от меньшевиков. 
С 1921 отошёл от политической деятельности, занимался врачебной практикой и публицистикой.  В 1923 году Вано Гомартели отправил своих детей учиться во Францию, после чего они не вернулись. После антисоветского восстания 1924 года власти расстреляли двух родственников его жены, Виктора Центерадзе и Георгия Цицишвили. В связи с этим 21 сентября он опубликовал в газете «Коммунист» письмо, в котором осуждает восстание и рассматривает сотрудничество с советской властью как единственно верный путь для грузинского народа. В 1925 году исключен из Социал-демократической партии. Во время Большого террора 1937-1938 годов его обвиняли в антисоветской контрреволюционной деятельности. Он внезапно умер в 1938 году в своем доме. Есть версия, что жизнь закончилась самоубийством. Похоронен на кладбище Ваке в Тбилиси.

## Литературная деятельность
Пьесы Гомартели «В избе» и «Испорченная кровь» (обе 1905 год) с успехом ставились в грузинских театрах. В драматургии Гомартели продолжил традиции «натуралистической драмы». Также ему принадлежит роман-хроника «Трижды» (1931), критические статьи о И. Чавчавадзе, А. Церетели, Н. Бараташвили, А. Чавчавадзе, Э. Ниношвили, Р. Эристави, Д. Клдиашвили, И. Гришашвили, поэтах-символистах и пролетарских писателях, а также о Фридрихе Шиллере, Максиме Горьком; статья о жизни и творчестве Гарибальди. Примечательны произведения «Крестьянин Карабадин» (1928), «Разговор о проблемах со здоровьем» (1937).

## Интересный факт
Ивана Гомартели критиковал В. И. Ленин: 

Ошибкой была речь т. Гомартели в ответ лицемеру Федоровскому, когда с.-д. признал нежелательность втягивать армию в политику. Это очень большая, но ещё поправимая ошибка.
Следует подчеркнуть, что данная «ошибка» была действительно полностью исправлена в октябре 1917 года.